# REGIO8
REGIO8 is een streekomroep voor de Nederlandse gemeenten Berkelland, Montferland, Oude IJsselstreek en Doetinchem. De omroep werkt nauw samen met Radio Ideaal en RTV Slingeland.
REGIO8 is in maart 2015 opgericht en zendt zeven dagen per week uit via radio, televisie en verschillende online kanalen in de Achterhoek en Liemers.
Het radiostation Optimaal FM werd op 21 september 2021 aangepast naar REGIO8. 